# جورجین کارگو ایرلاینز آفریقا
جورجین کارگو ایرلاینز آفریقا (به انگلیسی: Georgian Cargo Airlines Africa) یک شرکت هواپیمایی باری است که در شهر داکار کشور سنگال قرار دارد و در تاریخ ۲۰۰۳ میلادی تأسیس شده است.